# Egységben Magyarországért

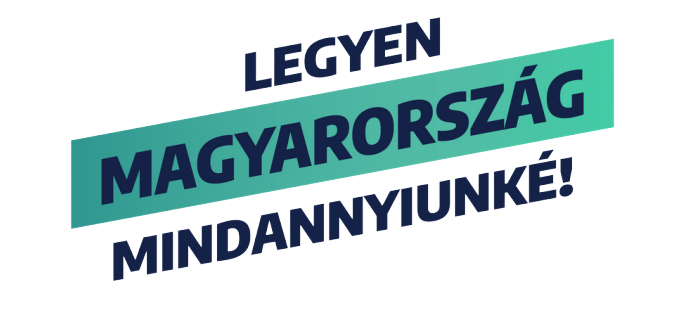
Wahlspruch des Bündnisses

Egységben Magyarországért (deutsch Gemeinsam für Ungarn oder Vereint für Ungarn) war ein Bündnis politischer Parteien, welches zur Parlamentswahl in Ungarn 2022 antrat. Es umfasste die Parteien Jobbik, Magyar Szocialista Párt, Párbeszéd – A Zöldek Pártja, Demokratikus Koalíció, LMP – Magyarország Zöld Pártja, Együtt und Momentum.
Spitzenkandidat des Bündnisses war bei der Parlamentswahl 2022 Péter Márki-Zay.
Ziel des Bündnisses war keine dauerhafte Fusionierung als gemeinsame Partei, sondern ein Machtwechsel in Ungarn.
Ursprünglich war vorgesehen, in jedem Wahlkreis mit nur einem Kandidaten, aber mit getrennten Listen anzutreten. Nachdem die Bedingungen für die Aufstellung von Parteilisten verschärft wurden, entschied man sich im Dezember 2020 für eine gemeinsame Liste.
Im Juni 2023 verließ die Partei Jobbik das Oppositionsbündnis. Diesem Schritt folgten dann die Parteien Momentum und LMP.

## Wahlergebnisse

### Parlamentswahl 2022
Das Parteienbündnis hat 57 von 199 Sitzen im ungarischen Parlament und hat 2022 34,44 % der Stimmen erhalten. Damit hat das Bündnis das Ziel, eine Mehrheit der Fidesz zu verhindern und Viktor Orbán abzulösen, eindeutig verfehlt. Kritiker sprechen jedoch von unfairen Vorteilen der Regierungspartei, unter anderem der Beherrschung der Medienlandschaft.

### Kommunalwahlen 2019
Bereits bei den Kommunalwahlen 2019 traten DK, Jobbik, LMP, MSZP, MM, PM und zahlreiche andere Parteien oder unabhängige Kandidaten gemeinsam an. Dieses Vorgehen ermöglichte der Opposition, u. a. das Amt des Bürgermeisters in Budapest und anderen größten Städten zu gewinnen.